# Nivellierwaage

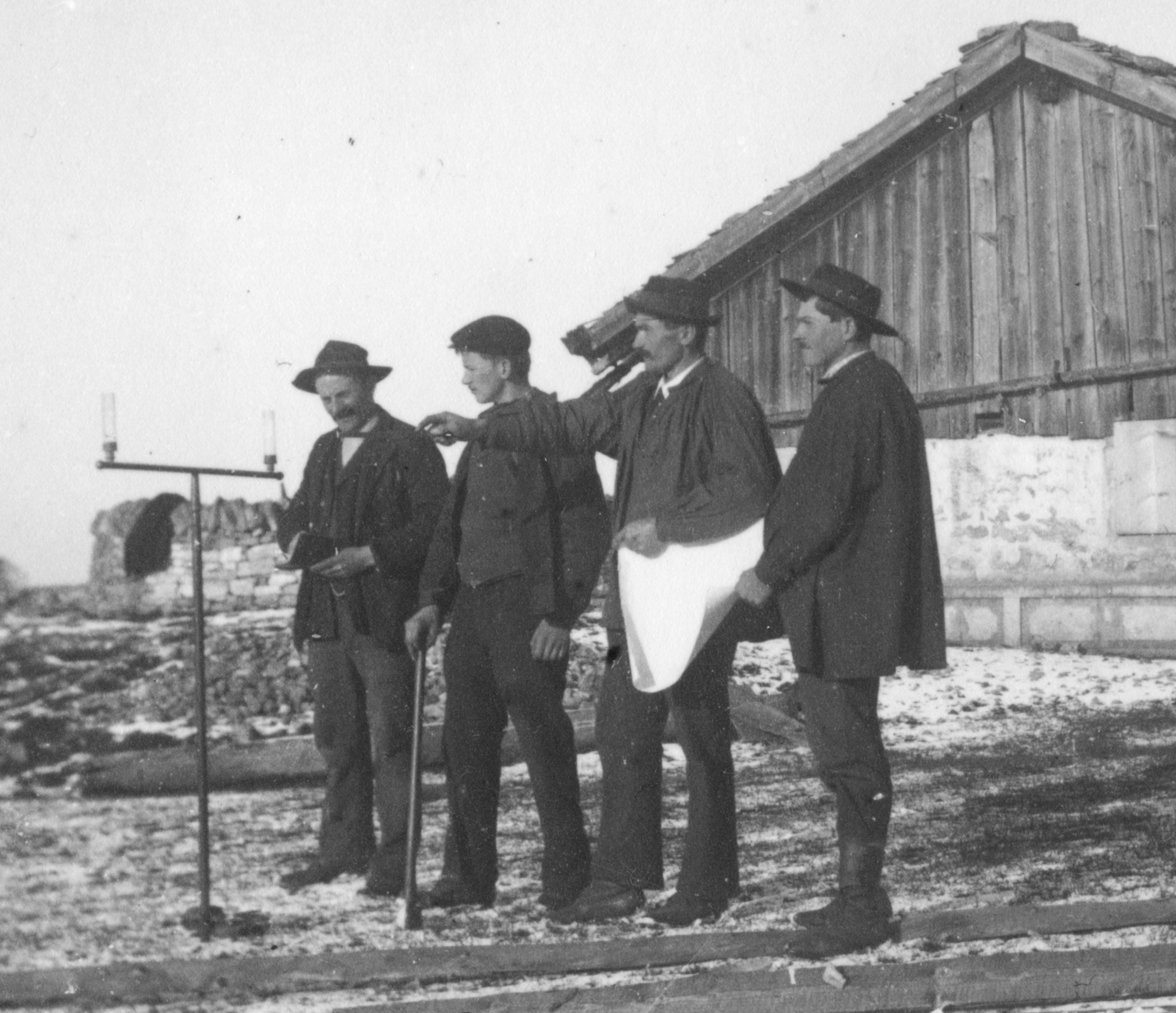
Arbeit mit einer Nivellierwaage

Die Nivellierwaage (auch Kanalwaage) ist ein einfaches selbsthorizontierendes (sich selbst waagerecht ausrichtendes) geodätisches Messinstrument, das auf dem Prinzip verbundener Gefäße beruht (siehe kommunizierende Röhren). Sie ist der Vorläufer des Nivelliers und dient der Erzeugung einer horizontalen Ziellinie. 
Die Kanalwaage besteht aus zwei senkrechten Glaszylindern, die wie bei einer Schlauchwaage über eine 1–2 m lange Strecke miteinander verbunden und mit einer oft farbigen Flüssigkeit gefüllt sind. Die beiden Flüssigkeitssoberflächen in den Zylindern bilden die Nivellierlinie. Die Vorrichtung steht typischerweise auf einem transportablen Fußgestell (Stativ).
Die Zielgenauigkeit ist gering, da mit dem bloßen Auge visiert wird. Brauchbare Messungen sind nur über kurze Distanzen (ca. 50 m) möglich, so dass dieses Instrument heute nur noch historischen Wert besitzt. Trotzdem wurden in der Vergangenheit beeindruckende Bauwerke (Brücken, Viadukte, Aquädukte etc.) exakt damit eingemessen.